# Gay Left
 (avril 2016).
Si vous disposez d'ouvrages ou d'articles de référence ou si vous connaissez des sites web de qualité traitant du thème abordé ici, merci de compléter l'article en donnant les références utiles à sa vérifiabilité et en les liant à la section « Notes et références ».
Gay Left est un collectif d'hommes homosexuels marxistes fondé à Londres en 1974, et une revue créée par ce même collectif et publiée entre 1975 et 1980.
Le double objectif de Gay Left était de confronter les mouvements homosexuels aux enjeux de lutte des classes et de confronter les mouvements ouvriers et socialistes aux enjeux de libération homosexuelle.